# Tosca (pel·lícula)
Tosca és una pel·lícula musical melodramàtica italiana, dirigida per Carmine Gallone i protagonitzada per Franca Duval, Afro Poli i Franco Corelli. És basada en l'òpera Tosca de Giacomo Puccini, que fou adaptada a la pantalla per Victorien Sardou. Fou rodada als estudis Cinecittà de Roma. Fou seleccionada per participar al Festival Internacional de Cinema de Sant Sebastià 1956.

## Repartiment
- Franca Duval - Floria Tosca
- Franco Corelli - Mario Cavaradossi
- Afro Poli - Baró Scarpia, cap de policia
- Vito De Taranto - El sagristà
- Fernando Alfieri - Spoletta, oficial de policia
- Antonio Sacchetti - Cesare Angelotti
- Aldo Corelli - Sciarrone, gendarme
- Dino Conti - Carceller
- Maria Caniglia - Tosca (veu cantant)
- Giangiacomo Guelfi - Scarpia (veu cantant)